# Sodus Point
Sodus Point – wieś w Stanach Zjednoczonych, w stanie Nowy Jork, w hrabstwie Wayne.